# Dépression (géographie)
Pour les articles homonymes, voir Dépression.

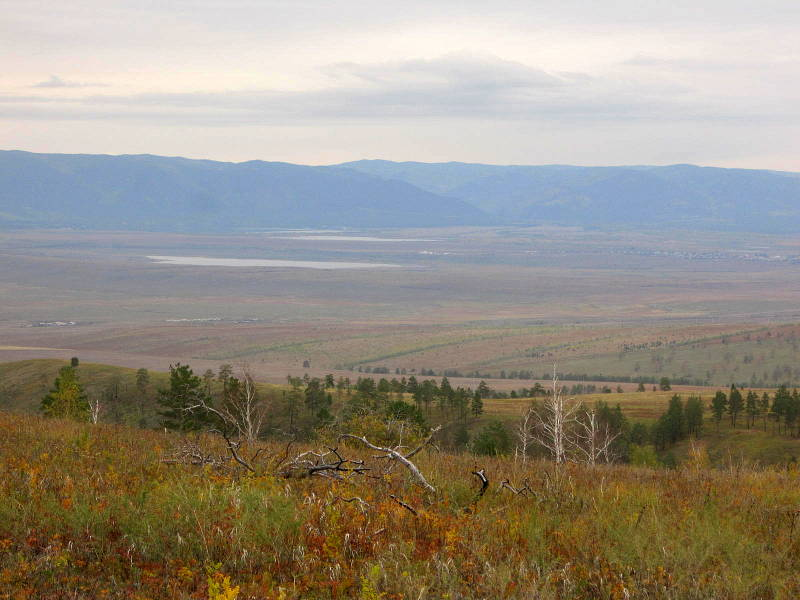
Illustration d'une dépression.

En géomorphologie, une dépression est un creux topographique dont l'altitude du fond est inférieure à celle des régions voisines et dont les pentes convergent vers lui ; cette dernière condition exclut les vallées dont le profil structuré par un cours d'eau s'ouvre vers l'aval jusqu'au débouché de celui-ci dans un cours ou une étendue d'eau d'altitude inférieure.
Le terme est générique et est utilisé à des échelles très variables, depuis des effondrements et cuvettes topographiques de quelques mètres de diamètre jusqu'à de grands ensembles structuraux à l'échelle régionale voire continentale (bassin endoréique, bassin sédimentaire, bassin structural).
Quand elles sont recouvertes de matériaux peu perméables, les dépressions peuvent être à l'origine de zones humides ou de lacs.
La dépression la plus basse de la Terre est la mer Morte, qui se trouve à plus de 400 mètres en dessous du niveau de la mer.
| Nom régional         | Échelle (ordre de grandeur)      | Origine ou Milieu    | Remarques                                                                            | Synonymes            |
| -------------------- | -------------------------------- | -------------------- | ------------------------------------------------------------------------------------ | -------------------- |
| Alass                | 10 m - 100 m                     | Pergélisol           | au Québec, l'expression lac de thermokarst est préférée.                             |                      |
| Baïne                | 10 m, allongée (× 100 m)         | Littoral             | forme temporaire sur une plage sableuse                                              |                      |
| Caldeira             | 1 km - 10 km                     | Origine volcanique   | effondrement volcanique                                                              |                      |
| Chott                | 100 m - 100 km                   | Désert               |                                                                                      | sebkha               |
| Cratère d'impact     | 100 m - 10 km                    | Origine météoritique | impact d'un astéroïde ou d'une comète                                                | astroblème           |
| Cratère volcanique   | 10 m - 100 m                     | Origine volcanique   |                                                                                      |                      |
| Doline               | 10 m - 100 m                     | Origine karstique    | peut donner accès à des cavités naturelles appelées bétoires, chantoires, aven, etc. | sotch, creux         |
| Fossé d'effondrement | 1 km - 100 km                    | Origine tectonique   | créé notamment par un rift                                                           | graben               |
| Graben               | 1 km - 100 km                    | Origine tectonique   | créé notamment par un rift                                                           | fossé d'effondrement |
| Lette                | 10 m, souvent allongée (x 100 m) | Origine éolienne     | dépression entre des dunes littorales                                                | dune                 |
| Maar                 | 10 m - 100 m                     | Origine volcanique   | cratère d'explosion volcanique                                                       |                      |
| Ouvala               | 100 m                            | Origine karstique    | coalescence de dolines                                                               | doline, poljé        |
| Poljé                | 1 km-10 km                       | Origine karstique    | plaine d'origine karstique ; peut posséder un exutoire naturel appelé ponor          | doline, ouvala       |
| Sebkha               | 100 m - 100 km                   | Désert               |                                                                                      | chott                |